# 3 lutego
3 lutego jest 34. dniem w kalendarzu gregoriańskim. Do końca roku pozostało 331 (w latach przestępnych 332) dni.

## Święta
- Imieniny obchodzą: Ansgar, Ansgary, Błażej, Błażeja, Celeryn, Celeryna, Hipolit, Hipolita, Ignacy, Jan, Klaudyna, Maksym, Ofelia, Oskar, Telimena, Uniemysł, Uniesława i Wawrzyniec.
- Mozambik – Dzień Bohaterów
- Wietnam – Rocznica Utworzenia Partii Komunistycznej
- Wyspy Świętego Tomasza i Książęca – Dzień Męczenników
- Wspomnienia i święta w Kościele katolickim[1][2] obchodzą:
  - św. Ansgar z Hamburga (biskup)
  - św. Błażej (biskup)
  - bł. Helena Maria Stollenwerk (zakonnica)
  - bł. Jan Nelson (zm. 1578; jezuita, męczennik)
  - św. Klaudyna Thévenet (zakonnica)
  - św. Weridiana (Wirydiana) z Castelfiorentino (tercjarka)

## Wydarzenia w Polsce
- 1018 – Bolesław I Chrobry ożenił się z Odą, córką margrabiego miśnieńskiego Ekkeharda I.
- 1303 – Biskup pomocniczy wrocławski Mikołaj poświęcił drewniany kościół św. Marii Magdaleny i cmentarz w Lubomi.
- 1454 – Iława i Ostróda przystąpiły do antykrzyżackiego Związku Pruskiego.
- 1620 – Udający się na służbę u cesarza Ferdynanda II Habsburga lisowczycy przekroczyli w okolicach Siewierza granicę Śląska.
- 1696 – W Żywcu został stracony beskidzki zbójnik Tomasz Masny.
- 1831 – Powstanie listopadowe: powołano Ministerstwo Spraw Zagranicznych.
- 1863 – Powstanie styczniowe: zwycięstwo powstańców w bitwie pod Węgrowem.
- 1874 – Arcybiskup metropolita gnieźnieński i poznański oraz prymas Polski Mieczysław Ledóchowski został aresztowany i uwięziony w Ostrowie Wielkopolskim przez władze pruskie.
- 1905 – W Kielcach doszło do strajku młodzieży gimnazjalnej domagającej się wprowadzenia nauczania w języku polskim.
- 1919 – Podpisano polsko-czechosłowacki układ o tymczasowej granicy na Śląsku Cieszyńskim.
- 1927 – W Kosowie polskie władze użyły broni wobec manifestacji broniącej bolszewickiej Białoruskiej Włościańsko-Robotniczej Hromady.
- 1940 – W ramach akcji T4 Niemcy rozpoczęli eksterminację pacjentów szpitala psychiatrycznego w Gostyninie.
- 1943:
  - Gubernator Hans Frank wprowadził trzydniową żałobę po klęsce wojsk niemieckich pod Stalingradem.
  - W Siedlcach odbył się demonstracyjny pogrzeb dzieci wysiedlonych z Zamojszczyzny, które zamarzły podczas transportu.
- 1945 – Zakończyła się operacja sandomiersko-śląska, przeprowadzona przez wojska 1. Frontu Ukraińskiego pod dowództwem marsz. Iwana Koniewa (12 stycznia – 3 lutego).
- 1947 – Zapadły wyroki w procesie 10 przywódców I Zarządu Głównego WiN.
- 1950 – Założono Akademię Medyczną w Białymstoku.
- 1956 – Ukazał się pierwszy numer tygodnika „Bandera”.
- 1959 – Z Kanady wróciła do kraju część skarbów narodowych, m.in. Szczerbiec, Kronika polska Galla Anonima i insygnia koronacyjne.
- 1961 – Dokonano oblotu śmigłowca PZL SM-2.
- 1962:
  - Władze PRL zamknęły Klub Krzywego Koła.
  - Założono Państwowe Muzeum im. Przypkowskich w Jędrzejowie.
- 1964 – Premiera komedii kryminalnej Liczę na wasze grzechy w reżyserii Jerzego Zarzyckiego.
- 1982 – Sąd Marynarki Wojennej w Gdyni wydał najwyższy z wyroków wobec działaczy opozycji w stanie wojennym. Ewa Kubasiewicz z Wyższej Szkoły Morskiej została skazana na 10 lat pozbawienia wolności i 5 lat pozbawienia praw publicznych.
- 1994 – Po 36 latach zakończono produkcję samochodu dostawczego Nysa.
- 2001 – Założono Narodowy Instytut Fryderyka Chopina w Warszawie.
- 2014 – Weszła w życie ustawa o zmianach w systemie emerytalnym na mocy której przekazano do ZUS skarbowe papiery wartościowe posiadane przez OFE, a następnie je umorzono.

## Wydarzenia na świecie

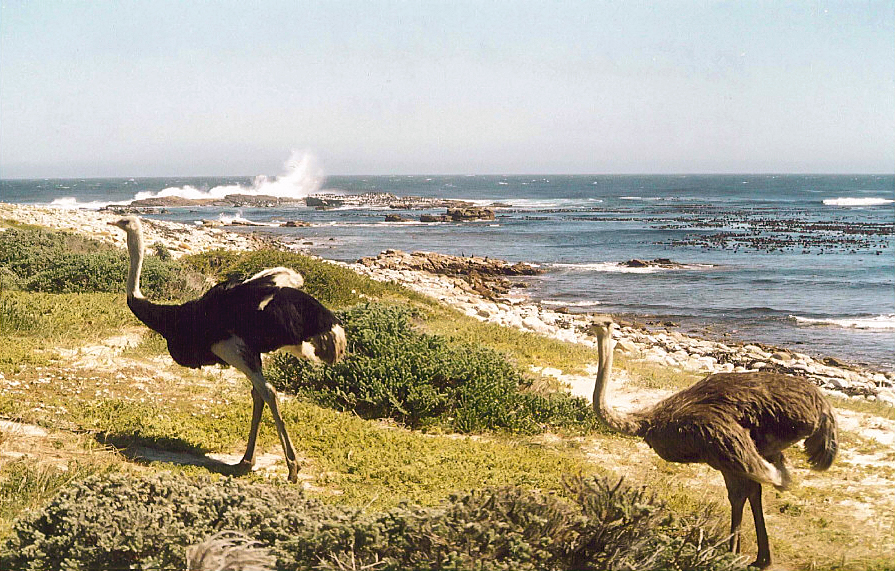
Strusie zamieszkujące okolice Przylądka Dobrej Nadziei

- 382 – Cesarz wschodniej części Imperium rzymskiego Teodozjusz I Wielki osiedlił w Tracji Gotów jako sprzymierzeńców Rzymu (Foederati).
- 1014 – Harald II Svensson został królem Danii.
- 1377 – Papieskie wojska zaciężne dokonały masakry 2 tys. mieszkańców miasta Cesena.
- 1451 – Mehmed II Zdobywca został sułtanem Imperium Osmańskiego.
- 1488 – Bartolomeu Dias odkrył Mossel Bay w południowej Afryce.
- 1509 – Zwycięstwo floty portugalskiej nad egipską w bitwie pod Diu w Indiach.
- 1518 – Bona Sforza wyruszyła z Neapolu w podróż do Krakowa, gdzie miała poślubić owdowiałego króla Zygmunta Starego.
- 1537 – W londyńskim Tyburn wykonano wyrok śmierci na Thomasie FitzGeraldzie(inne języki), przywódcy zdławionej rebelii w Irlandii z roku 1534.
- 1547 – Car Rosji Iwan IV Groźny ożenił się z Anastazją Zacharyną.
- 1637 – Doszło do krachu na rynku spekulacji cebulkami tulipanów w Holandii.
- 1690 – W Massachusetts Bay Colony wprowadzono do obiegu pierwsze na kontynencie północnoamerykańskim banknoty.
- 1734 – Stefano Durazzo został dożą Genui.
- 1783 – Hiszpania uznała niepodległość Stanów Zjednoczonych.
- 1815 – W Szwajcarii założono pierwszą na świecie fabrykę serów.
- 1830 – Na konferencji londyńskiej przyznano niepodległość Grecji.
- 1844 – Na Paryskiej Wystawie Przemysłowej odbyła się publiczna premiera saksofonu skonstruowanego przez Adolphe’a Saksa.
- 1848 – Proklamowano brytyjskie Zwierzchnictwo Rzeki Oranje w południowej Afryce.
- 1852 – Wojna urugwajska: koalicja wojsk brazylijsko-urugwajskich odniosła zwycięstwo nad armią argentyńską w bitwie pod Caseros.
- 1858 – Uruchomiono komunikację tramwajową w Hawanie.
- 1870 – Weszła w życie znosząca wyborczy cenzus rasy 15. poprawka do Konstytucji Stanów Zjednoczonych.
- 1888 – Poinformowano publicznie o zawartym 9 lat wcześniej tajnym porozumieniu niemiecko-austro-węgierskim (tzw. Dwuprzymierzu).
- 1908 – W Atenach założono klub sportowy Panathinaikos AO.
- 1911:
  - Przyjęto aktualny wzór flagi stanowej Kalifornii.
  - W Zatoce Wielorybiej na Antarktydzie doszło do przypadkowego spotkania wypraw na biegun południowy: norweskiej Roalda Amundsena i brytyjskiej Roberta Falcona Scotta, który zszedł na brzeg wcześniej.
- 1913 – Weszła w życie ustanawiająca podatek dochodowy 16. poprawka do Konstytucji Stanów Zjednoczonych.
- 1916 – W Ottawie spłonął gmach parlamentu Kanady.
- 1917 – I wojna światowa: USA zerwały stosunki dyplomatyczne z Niemcami.
- 1923 – Odbyło się premierowe wykonanie pieśni L-Innu Malti, będącej od 1945 roku hymnem narodowym Malty.
- 1929 – W mieście Čakovec zanotowano rekordowo niską temperaturę w historii Chorwacji (−35,5 °C).
- 1930:
  - Ciężko chory prezes Sądu Najwyższego i były prezydent USA William Taft ustąpił ze stanowiska.
  - Założono Komunistyczną Partię Wietnamu.
- 1931 – 256 osób zginęło w trzęsieniu ziemi w regionie Hawke’s Bay na Nowej Zelandii.
- 1935 – Sylvain Julien Victor Arend odkrył planetoidę Wawel.
- 1939 – W Budapeszcie członkowie pronazistowskiego ugrupowania Strzałokrzyżowców wysadzili w powietrze Wielką Synagogę.
- 1941:
  - Taha al-Haszimi został premierem Królestwa Iraku.
  - Utworzono Ludowy Komisariat Bezpieczeństwa Państwowego ZSRR (NKGB) na czele z gen. Wsiewołodem Mierkułowem.
- 1942 – Prezydent RP na uchodźstwie Władysław Raczkiewicz powołał II Radę Narodową RP pod przewodnictwem Stanisława Grabskiego.
- 1945:
  - Front zachodni: w nalocie bombowym US Air Force na Berlin zginęło około 22 tys. osób.
  - Wojna na Pacyfiku: rozpoczęła się bitwa o Manilę.
- 1947:
  - W Hamburgu zakończył się pierwszy proces załogi obozu koncentracyjnego Ravensbrück. Zapadło 11 wyroków śmierci przez powieszenie i 4 wyroki pozbawienia wolności od 10 do 15 lat.
  - W Snag na Terytorium Jukon zanotowano rekordowo niską temperaturę w historii Kanady (−63,0 °C).
- 1949 – W katastrofie prototypowego odrzutowego myśliwca Ła-176 zginął pilot Oleg Sokołowskij.
- 1953 – 1032 osoby zginęły w maskarze dokonanej przez portugalskie siły bezpieczeństwa i właścicieli ziemskich w Batepá na Wyspie Świętego Tomasza.
- 1954 – Elżbieta II jako pierwszy w historii monarcha brytyjski przybyła do Australii.
- 1958 – Belgia, Holandia i Luksemburg podpisały w Hadze traktat ustanawiający unię gospodarczą Beneluksu.
- 1959:
  - 65 osób zginęło, 8 zostało rannych w katastrofie amerykańskiego samolotu Lockheed Electra w Nowym Jorku.
  - W katastrofie awionetki w stanie Iowa zginęli trzej muzycy rock and rolla: Buddy Holly, Ritchie Valens i Jiles Perry Richardson. Data ich śmierci przeszła do historii jako The Day the Music Died – dzień, w którym umarła muzyka.
- 1962 – Transatlantyk SS „France” wypłynął z Hawru w swój dziewiczy rejs do Nowego Jorku.
- 1965 – Na Alasce doszło do jednego z najsilniejszych w historii trzęsień ziemi.
- 1967 – W więzieniu w Melbourne wykonano ostatni w historii Australii wyrok śmierci na mordercy Ronaldzie Ryanie.
- 1969:
  - Jasir Arafat został w Kairze wybrany na przewodniczącego Organizacji Wyzwolenia Palestyny.
  - W Dar es Salaam w Tanzanii, w wyniku wybuchu paczki z bombą wysłanej przez agentów wywiadu portugalskiego, zginął Eduardo Mondlane, założyciel i pierwszy przywódca Frontu Wyzwolenia Mozambiku (FRELIMO).
- 1971:
  - Walczący z korupcją wśród nowojorskiej policji funkcjonariusz Frank Serpico został postrzelony w twarz przez handlarzy narkotyków na Brooklynie po czym pozostawiony bez pomocy przez swoich partnerów. Przeżył dzięki przypadkowemu świadkowi, który wezwał ambulans.
  - W wyniku eksplozji w fabryce koncernu zbrojeniowego Thiokol koło Woodbine w Georgii zginęło 29 osób, a 50 zostało rannych.
- 1972:
  - Nagły atak zimy w Iranie spowodował w dniach 3–9 lutego śmierć około 4 tys. osób.
  - W japońskim Sapporo rozpoczęły się XI Zimowe Igrzyska Olimpijskie.
- 1976 – Stolica Mozambiku została przemianowana z Lourenço Marques na Maputo.
- 1977 – W wojskowym zamachu stanu zginął szef tymczasowej rady wojskowej w Etiopii, gen. Teferi Bante. Pełnię władzy w kraju przejął ppłk Mengystu Hajle Marjam.
- 1980 – Po 36 godzinach zdławiono bunt w więzieniu stanowym koło Santa Fe w amerykańskim stanie Nowy Meksyk. W wyniku samosądów i interwencji sił bezpieczeństwa zginęło 33 więźniów.
- 1981 – Gro Harlem Brundtland została pierwszą kobietą-premierem Norwegii.
- 1987 – Artur Hajzer i Jerzy Kukuczka dokonali pierwszego zimowego wejścia na himalajski ośmiotysięcznik Annapurna.
- 1988 – Chiny i Urugwaj nawiązały stosunki dyplomatyczne.
- 1989 – Został obalony wieloletni dyktator Paragwaju gen. Alfredo Stroessner.
- 1991 – Rozwiązano Włoską Partię Komunistyczną (PCI).
- 1994:
  - USA zniosły sankcje handlowe przeciwko Wietnamowi.
  - W ukraińskim Suchodilśku doszło do wzięcia zakładników.
- 1996 – Około 200 osób zginęło, a 14 tys. zostało rannych w wyniku trzęsienia ziemi z epicentrum w rejonie miasta Lijiang w południowych Chinach.
- 1998 – Amerykański samolot wojskowy spowodował katastrofę kolejki linowej w Cavalese we Włoszech, w której zginęło 20 osób, w tym dwoje Polaków.
- 2003 – Na świat przyszła mysz Kaguya, pierwszy ssak powstały z połączenia materiału genetycznego dwóch samic, który dożył wieku dorosłego.
- 2004 – Robak komputerowy Mydoom zaatakował serwery przedsiębiorstwa Microsoft.
- 2005:
  - 104 osoby zginęły w katastrofie afgańskiego Boeinga 737-242 w górach Pamir.
  - Po śmierci wskutek zatrucia czadem premiera Gruzji Zuraba Żwanii obowiązki szefa rządu przejął Giorgi Baramidze.
- 2006:
  - Na Morzu Czerwonym zatonął egipski prom „al-Salam Boccaccio 98”. Zginęły 994 osoby, uratowano 378.
  - Robak komputerowy Kamasutra (zwany również Nyxem.E) uaktywnił procedurę destrukcyjną.
  - Wojska Czadu zabiły w bitwie w przygranicznym czadyjskim mieście Adré kilkuset rebeliantów sudańskich.
- 2007 – 137 osób zginęło, a ponad 300 zostało rannych w zamachu bombowym na zatłoczonym targowisku w dzielnicy Bagdadu Sadrii, zamieszkanej głównie przez szyickich Kurdów.
- 2008:
  - Boris Tadić wygrał ponownie wybory prezydenckie w Serbii.
  - Odbyły się wybory do Rady Narodowej w Monako.
- 2010:
  - Rzeźba L’Homme qui marche I (Idący człowiek I) Alberto Giacomettiego została sprzedana w domu aukcyjnym Sotheby’s w Londynie za 65 milionów funtów.
  - Urzędujący prezydent Grecji Karolos Papulias został wybrany przez parlament na drugą kadencję.
- 2012 – Zbankrutowały węgierskie linie lotnicze Malév.
- 2014 – W Danii utworzono drugi rząd Helle Thorning-Schmidt.
- 2015 – Sergio Mattarella został zaprzysiężony na urząd prezydenta Włoch.
- 2019 – Nayib Bukele wygrał w pierwszej turze wybory prezydenckie w Salwadorze.

## Eksploracja kosmosu
- 1966 – Radziecka sonda Łuna 9 wylądowała na Księżycu.
- 1994 – Siergiej Krikalow jako pierwszy Rosjanin wziął udział w misji amerykańskiego wahadłowca (Discovery).

## Urodzili się
- 1328 – Eleonora Portugalska, królowa Aragonii (zm. 1348)
- 1338 – Joanna Burbon, królowa Francji (zm. 1378)
- 1428 – Helena Paleolog, królowa Cypru (zm. 1458)
- 1504 – Scipione Rebiba, włoski kardynał, inkwizytor (zm. 1577)
- 1507 – René de Birague, francuski duchowny katolicki, biskup Lodève, kardynał pochodzenia włoskiego (zm. 1583)
- 1544 – César de Bus, francuski duchowny katolicki, błogosławiony (zm. 1607)
- 1568 – Alfons de Mena, hiszpański dominikanin, misjonarz, męczennik, błogosławiony (zm. 1622)
- 1587 – Dorota Jadwiga, księżniczka brunszwicka, księżna Anhalt-Zerbst (zm. 1609)
- 1641 – Chrystian Albrecht, książę szlezwicko-holsztyński na Gottorp (zm. 1695)
- 1647 – Barlaam Bazyli Szeptycki, ukraiński duchowny greckokatolicki, biskup lwowski (zm. 1715)
- 1677 – Jan Blažej Santini-Aichel, czeski architekt pochodzenia włoskiego (zm. 1723)
- 1695 – Józef Jastrzębski, polski pijar, prowincjał zakonu, pedagog (zm. 1641)
- 1702 – Giovanni Battista Vaccarini, włoski architekt (zm. 1768)
- 1721:
  - Friedrich Wilhelm von Seydlitz, pruski generał (zm. 1773)
  - Johann Moritz von Strachwitz, niemiecki duchowny katolicki, biskup pomocniczy wrocławski i administrator apostolski diecezji (zm. 1781)
- 1728 – Georg Christian Oeder, niemiecki lekarz, botanik, reformator społeczny (zm. 1791)
- 1735 – Ignacy Krasicki, polski duchowny katolicki, biskup warmiński, arcybiskup gnieźnieński i prymas Polski, poeta, prozaik, publicysta (zm. 1801)
- 1736 – Johann Georg Albrechtsberger, austriacki kompozytor (zm. 1809)
- 1748:
  - Josef Fiala, czeski muzyk, kompozytor (zm. 1816)
  - Samuel Osgood, amerykański polityk (zm. 1813)
- 1751 – Ludwik Józef François, francuski duchowny katolicki, męczennik, błogosławiony (zm. 1792)
- 1753 – Jean-Nicolas Stofflet, francuski generał, przywódca powstania w Wandei (zm. 1796)
- 1754 – Juan Ruiz de Apodaca, hiszpański oficer marynarki wojennej, wicekról Nowej Hiszpanii (zm. 1835)
- 1757:
  - Thaddäus Anton Dereser, niemiecki karmelita, teolog (zm. 1827)
  - Pál Kitaibel, węgierski chemik, botanik (zm. 1817)
- 1761 – Anna Charlotta Dorota von Medem, księżna Kurlandii i Semigalii (zm. 1821)
- 1763 – Pietro Teulié, włoski generał w służbie francuskiej (zm. 1807)
- 1772 – Pierre Claude Pajol, francuski generał, polityk (zm. 1844)
- 1774 – Carl Mollweide, niemiecki matematyk, kartograf (zm. 1825)
- 1775 – Louis-François Lejeune, francuski baron, generał, malarz, litograf (zm. 1848)
- 1786 – Wilhelm Gesenius, niemiecki teolog ewangelicki, orientalista (zm. 1842)
- 1787 – Karl August Dominikus Unterholzner, niemiecki prawnik, wykładowca akademicki (zm. 1838)
- 1790 – Gideon Mantell, brytyjski lekarz, geolog, paleontolog (zm. 1852)
- 1795 – Antonio José de Sucre, boliwijski generał, uczestnik walk o wyzwolenie Ameryki Południowej, polityk, prezydent Boliwii pochodzenia wenezuelskiego (zm. 1830)
- 1799 – Francis Thomas, amerykański prawnik, polityk, dyplomata (zm. 1876)
- 1800 – Francis Alexander, amerykański malarz portrecista (zm. 1880)
- 1805:
  - Samuel R. Curtis, amerykański generał (zm. 1866)
  - Otto von Manteuffel, niemiecki polityk (zm. 1882)
- 1807:
  - Joseph Johnston, amerykański generał, polityk (zm. 1891)
  - Jenaro Pérez Villaamil, hiszpański malarz, rytownik (zm. 1854)
- 1808 – Maria Sachsen-Weimar-Eisenach, księżna pruska (zm. 1877)
- 1809:
  - Felix Mendelssohn-Bartholdy, niemiecki kompozytor pochodzenia żydowskiego (zm. 1847)
  - Thomas Swann, amerykański przedsiębiorca, prawnik, polityk (zm. 1883)
- 1811 – Horace Greeley, amerykański dziennikarz, zecer, wydawca prasowy, polityk, abolicjonista (zm. 1872)
- 1812 – Jonáš Záborský, słowacki duchowny ewangelicki, pisarz, filolog grecki (zm. 1876)
- 1815 – Edward Roye, liberyjski polityk, prezydent Liberii (zm. 1872)
- 1816 – Edward James Gay, amerykański polityk (zm. 1889)
- 1820:
  - Anthony Gardiner, liberyjski polityk, prezydent Liberii (zm. 1885)
  - Luigi Trombetta, włoski kardynał (zm. 1900)
- 1821:
  - Elizabeth Blackwell, brytyjska lekarka, feministka, abolicjonistka (zm. 1910)
  - Leopold Fuckel, niemiecki botanik, mykolog (zm. 1876)
- 1822 – Henryk Szuman, polski prawnik, działacz społeczny, polityk (zm. 1910)
- 1823 – Spencer Fullerton Baird, amerykański zoolog, ornitolog, ichtiolog (zm. 1887)
- 1825:
  - Augustin Gattinger, amerykański lekarz, botanik (zm. 1903)
  - Walenty Winkler, górnośląski poeta (zm. 1888)
- 1830 – Robert Gascoyne-Cecil, brytyjski arystokrata, polityk, premier Wielkiej Brytanii (zm. 1903)
- 1842 – Sidney Lanier, amerykański muzyk, poeta (zm. 1881)
- 1844 – Franciszek Piekosiński, polski historyk, heraldyk, prawnik (zm. 1906)
- 1845 – Aleksandr Puzyriewski, rosyjski generał piechoty, historyk wojskowości (zm. 1904)
- 1846 – Judson Harmon, amerykański polityk (zm. 1927)
- 1848:
  - Jørgen Løvland, norweski polityk, premier Norwegii (zm. 1922)
  - Edward Wincenty Wróblewski, polski chemik analityk, wykładowca akademicki (zm. 1892)
- 1849 – Johannes Reinke, niemiecki filozof, botanik, mykolog, wykładowca akademicki (zm. 1931)
- 1850 – Jakub Heilpern, polski inżynier mechanik, szachista, publicysta pochodzenia żydowskiego (zm. 1910)
- 1853 – Hudson Maxim, amerykański wynalazca (zm. 1927)
- 1856 – Stanisław Leopold Daczyński, polski malarz, pedagog (zm. 1941)
- 1857 – Wilhelm Johannsen, duński genetyk (zm. 1927)
- 1858 – Owen McAleer, amerykański polityk, burmistrz Los Angeles (zm. 1944)
- 1859:
  - Olaf Finsen, farerski farmaceuta, polityk (zm. 1937)
  - Hugo Junkers, niemiecki przedsiębiorca, konstruktor samolotów (zm. 1935)
  - Karol Piasecki, polski tytularny generał dywizji (zm. 1947)
  - Ludwig Wolff, niemiecki pedagog, wydawca, działacz społeczny, polityk, poseł na Sejm Ustawodawczy (zm. 1923)
- 1861 – Ernst Arndt, niemiecki aktor pochodzenia żydowskiego (zm. 1942)
- 1862:
  - Abel Hermant, francuski poeta, prozaik, eseista (zm. 1950)
  - Józef Londzin, polski duchowny katolicki, działacz narodowy, historyk, bibliograf, polityk, senator RP (zm. 1929)
- 1866:
  - Charlotta Ludorf, mazurska śpiewaczka ludowa (zm. 1961)
  - Francis Pelham-Clinton-Hope, brytyjski arystokrata (zm. 1941)
- 1867 – Alfred Zacharzowski, polski salwatorianin (zm. 1911)
- 1868 – Wacław Błażej Orłowski, polski bakteriolog (zm. 1949)
- 1869 – Carl Kaiserling, niemiecki patolog (zm. 1942)
- 1870:
  - Antoni Bystrzonowski, polski duchowny katolicki, teolog (zm. 1958)
  - Annette Kolb, niemiecko-francuska pisarka, eseistka (zm. 1967)
  - Ada Negri, włoska pisarka, poetka (zm. 1945)
- 1871 – Eugeniusz Romer, polski geograf, kartograf (zm. 1954)
- 1874 – Gertrude Stein, amerykańska pisarka (zm. 1946)
- 1878:
  - (lub 1883) Helena Arkawin, polska aktorka, reżyser (zm. 1943)
  - Gordon Coates, nowozelandzki polityk, premier Nowej Zelandii (zm. 1943)
- 1879 – Ada Negri, włoska pisarka, poetka (zm. 1945)
- 1880:
  - Tadeusz Błażejewicz, polski prawnik, nauczyciel, polityk, poseł na Sejm RP (zm. 1966)
  - José Manuel Cortina, kubański prawnik, dziennikarz, polityk (zm. 1970)
  - Aleksander Zwierzyński, polski prawnik, dziennikarz, polityk, wicemarszałek Sejmu RP (zm. 1958)
- 1881:
  - Mario Berti, włoski generał (zm. 1964)
  - Harry Edwin Wood, południowoafrykański astronom (zm. 1946)
- 1882 – Kazimierz Ciesielski, polski chemik, wykładowca akademicki (zm. 1935)
- 1883:
  - Camille Bombois, francuski malarz prymitywista (zm. 1970)
  - Jakub Rajgrodzki, polski filozof, wykładowca akademicki pochodzenia żydowskiego (zm. 1943)
- 1884 – Frank Andrews, amerykański generał porucznik (zm. 1943)
- 1887 – Georg Trakl, austriacki poeta (zm. 1914)
- 1889:
  - Carl Theodor Dreyer, duński reżyser filmowy (zm. 1968)
  - Risto Ryti, fiński polityk, prezydent Finlandii (zm. 1956)
- 1892 – Juan Negrín, hiszpański polityk, premier Hiszpanii (zm. 1956)
- 1893 – Gaston Julia, francuski matematyk (zm. 1978)
- 1894:
  - Anna Leśkiewicz, polska nauczycielka (zm. 1980)
  - Norman Rockwell, amerykański malarz, ilustrator (zm. 1978)
- 1896:
  - Johannes Urzidil(inne języki), austriacki pisarz (zm. 1970)
  - Aureliusz z Vinalesy, hiszpański kapucyn, męczennik, błogosławiony (zm. 1936)
- 1898:
  - Alvar Aalto, fiński architekt, urbanista, pedagog (zm. 1976)
  - Pawieł Urysohn, rosyjski matematyk (zm. 1924)
- 1899:
  - João Café Filho, brazylijski polityk, prezydent Brazylii (zm. 1970)
  - Lao She, chiński pisarz, dramaturg narodowości mandżurskiej (zm. 1966)
- 1900 – Pierre Massy, holenderski piłkarz (zm. 1958)
- 1901:
  - Janina Grabicka, polska lekkoatletka i wioślarka (zm. 1983)
  - Ramón J. Sender, hiszpański prozaik, eseista, dziennikarz (zm. 1982)
  - Arvid Wallman, szwedzki skoczek do wody (zm. 1982)
- 1903:
  - Douglas Douglas-Hamilton, brytyjski arystokrata, pilot, polityk (zm. 1973)
  - Błażej Nowosad, polski duchowny katolicki, męczennik, Sługa Boży (zm. 1943)
  - Anna Rynkowska, polska historyk, archiwistka (zm. 1984)
  - Bolesław Stachoń, polski historyk, mediewista (zm. 1961)
- 1904 – Luigi Dallapiccola, włoski kompozytor awangardowy (zm. 1975)
- 1905:
  - Paul Ariste, estoński językoznawca-uralista (zm. 1990)
  - Hermann Henselmann, niemiecki architekt (zm. 1995)
- 1906:
  - George Adamson, brytyjski działacz na rzecz ochrony zwierząt (zm. 1989)
  - Jerzy Kreiner, polski anatom, fizjolog mózgu ssaków (zm. 1972)
  - Juliusz Mieroszewski, polski dziennikarz, publicysta, pisarz polityczny (zm. 1976)
  - Walentina Tokarska, radziecka aktorka (zm. 1996)
- 1907:
  - Leon Kurowski, polski prawnik (zm. 1998)
  - James Michener, amerykański pisarz (zm. 1997)
- 1908 – Zdzisław Antoniewicz, polski dziennikarz, sportowiec pochodzenia ormiańskiego (zm. 1984)
- 1909:
  - André Cayatte, francuski reżyser filmowy (zm. 1989)
  - Zofia Terné, polska piosenkarka, kompozytorka, aktorka kabaretowa (zm. 1987)
  - Simone Weil, francuska filozof (zm. 1943)
- 1910:
  - Mosze Czerniak, izraelski szachista (zm. 1984)
  - Robert Earl Jones, amerykański aktor (zm. 2006)
- 1911 – Jehan Alain, francuski kompozytor (zm. 1940)
- 1912:
  - Jack Metcalfe, australijski lekkoatleta, trójskoczek, skoczek w dal i oszczepnik (zm. 1994)
  - Jaap Mol, holenderski piłkarz (zm. 1972)
  - Józef Szuszkiewicz, polski malarz, grafik (zm. 1982)
- 1913 – Hugo Krzyski, polski aktor (zm. 1991)
- 1914:
  - Mary Carlisle, amerykańska aktorka, piosenkarka, tancerka (zm. 2018)
  - Michael Reusch, szwajcarski gimnastyk (zm. 1989)
- 1915
  - Ingeborg Hunzinger, niemiecka rzeźbiarka (zm. 2009)
  - Violet Webb, brytyjska lekkoatletka, sprinterka i skoczkini w dal (zm. 1999)
- 1916 – Jean Margéot, maurytyjski duchowny katolicki, biskup Port Louis, kardynał (zm. 2009)
- 1917:
  - Daniel Mróz, polski grafik, rysownik, scenograf (zm. 1993)
  - Arne Sucksdorff, szwedzki reżyser filmowy (zm. 2001)
- 1918 – Joey Bishop, amerykański aktor (zm. 2007)
- 1920:
  - Tony Gaze, australijski kierowca wyścigowy (zm. 2013)
  - Henry Heimlich, amerykański lekarz pochodzenia żydowskiego (zm. 2016)
  - Morteza Motahhari, irański ajatollah, teolog, polityk (zm. 1979)
  - Stan Ockers, belgijski kolarz szosowy i torowy (zm. 1956)
- 1921:
  - Ralph Alpher, amerykański fizyk, kosmolog (zm. 2007)
  - Herbert Baack, niemiecki polityk (zm. 2006)
  - Zbigniew Podbielkowski, polski botanik (zm. 2012)
  - Henryk Strzelecki, polski spółdzielca, polityk, poseł na Sejm RP (zm. 2014)
- 1922:
  - Hans Sennholz, niemiecki ekonomista (zm. 2007)
  - Zbigniew Szymonowicz, polski pianista (zm. 1999)
- 1923 – Wacław Krzyżanowski, polski prawnik, prokurator wojskowy (zm. 2014)
- 1924:
  - Jan Krasowski, polski wojskowy (zm. 2016)
  - Anna Danuta Tchórzewska, polska kapitan (zm. 2009)
  - Edward Palmer Thompson, brytyjski historyk (zm. 1993)
- 1925:
  - John Fiedler, amerykański aktor (zm. 2005)
  - Hiroji Satō, japoński tenisista stołowy (zm. 2000)
  - Leon Schlumpf, szwajcarski polityk, prezydent Szwajcarii (zm. 2012)
- 1926:
  - Richard Yates, amerykański pisarz, dziennikarz, scenarzysta (zm. 1992)
  - Hans-Jochen Vogel, niemiecki polityk, minister sprawiedliwości, burmistrz Berlina Zachodniego i Monachium (zm. 2020)
  - Tadeusz Wasąg, polski chemik (zm. 2021)
  - Zbigniew Zaremba, polski aktor (zm. 2009)
- 1927:
  - Kenneth Anger, amerykański aktor, reżyser i scenarzysta filmowy (zm. 2023)
  - Olga Mioduszewska, polska patolog, patomorfolog (zm. 2018)
  - Ilias Rosidis, grecki piłkarz (zm. 2019)
- 1928 – Andrzej Szczypiorski, polski pisarz (zm. 2000)
- 1929:
  - Néstor Carballo, urugwajski piłkarz (zm. 1981)
  - Pedro Nájera, meksykański piłkarz (zm. 2020)
  - Camilo Torres Restrepo, kolumbijski duchowny katolicki, rewolucjonista (zm. 1966)
  - Kōichi Saitō, japoński reżyser filmowy (zm. 2009)
- 1930:
  - Sándor Csoóri, węgierski pisarz (zm. 2016)
  - David Foley, amerykański duchowny katolicki, biskup Birmingham (zm. 2018)
  - Amédée Grab, szwajcarski duchowny katolicki, biskup Lozanny, Genewy i Fryburga, przewodniczący Rady Konferencji Episkopatów Europy (zm. 2019)
  - Danuta Konwicka, polska grafik, ilustratorka książek (zm. 1999)
  - Zygfryd Weinberg, polski lekkoatleta, trójskoczek (zm. 2015)
- 1931:
  - Jan Bujak, polski etnograf, wykładowca akademicki (zm. 1991)
  - Anna Hozakowska, polska uczestniczka powstania warszawskiego (zm. 2016)
  - Sław Krzemień-Ojak, polski filozof, tłumacz (zm. 2012)
- 1932:
  - Lech Bafia, polski działacz sportowy (zm. 2017)
  - Jerzy Bilip, polski inżynier elektronik, polityk, minister przemysłu (zm. 2022)
  - Flavio Carraro, włoski duchowny katolicki, biskup Werony (zm. 2022)
  - Peggy Ann Garner, amerykańska aktorka (zm. 1984)
  - Stuart Hall, brytyjski socjolog, teoretyk kultury pochodzenia jamajskiego (zm. 2014)
  - Dave Handley, brytyjski kolarz torowy (zm. 2013)
  - Lieselotte Seibel-Emmerling, niemiecka nauczycielka, działaczka samorządowa, polityk, eurodeputowana
- 1933:
  - Varetta Dillard, amerykańska piosenkarka (zm. 1993)
  - Hanna Loth-Nowak, polska koszykarka
  - Larry McCormick, amerykański dziennikarz, aktor (zm. 2004)
  - Paul Sarbanes, amerykański polityk (zm. 2020)
- 1934:
  - Joseph Duffy, irlandzki duchowny katolicki, biskup Clogher
  - Dorota Horzonek-Jokiel, polska gimnastyczka (zm. 1992)
  - Bohdan Królikowski, polski pisarz
  - Johannes Kühn, niemiecki pisarz, poeta (zm. 2023)
  - Zygmunt Milewski, polski bokser (zm. 2002)
- 1935:
  - Wojciech Jaroszewski, polski geolog (zm. 1993)
  - Toni Keczer, polski muzyk, wokalista, członek zespołu Czerwono-Czarni (zm. 2009)
  - Jeremy Kemp, brytyjski aktor (zm. 2019)
  - Johnny Watson, amerykański gitarzysta i wokalista bluesowy (zm. 1996)
- 1936:
  - James Bridges, amerykański reżyser, scenarzysta i producent filmowy (zm. 1993)
  - Manfred Klieme, niemiecki kolarz torowy
  - Teresa Kostkiewiczowa, polska literaturoznawczyni
  - Henryk Mączkowski, polski grafik, rysownik, ilustrator (zm. 1973)
- 1937 – Jacques Barrot, francuski polityk, eurokomisarz (zm. 2014)
- 1938:
  - Emile Griffith, amerykański bokser (zm. 2013)
  - Tony Marshall, niemiecki piosenkarz (zm. 2023)
  - Antonio Maria Vegliò, włoski kardynał
- 1939:
  - Johnny Bristol, amerykański wokalista i producent muzyki soul (zm. 2004)
  - Michael Cimino, amerykański reżyser filmowy (zm. 2016)
  - Dezső Novák, węgierski piłkarz (zm. 2014)
- 1940:
  - Gerard Czaja, polski działacz spółdzielczy, polityk, senator RP (zm. 2021)
  - Milan Lasica, słowacki aktor, piosenkarz, dramaturg (zm. 2021)
- 1941:
  - Antoine Duquesne, belgijski prawnik, polityk, eurodeputowany (zm. 2010)
  - Francisco Jara, meksykański piłkarz (zm. 2024)
- 1942:
  - Otto Fräßdorf, niemiecki piłkarz, trener
  - Jewgienij Szaposznikow, rosyjski dowódca wojskowy, marszałek lotnictwa, przedsiębiorca (zm. 2020)
- 1943:
  - Domenico Calcagno, włoski kardynał
  - Blythe Danner, amerykańska aktorka
- 1944 – Edward Kubisiowski, polski robotnik, działacz społeczny, działacz opozycji antykomunistycznej (zm. 2011)
- 1945:
  - Willeke Alberti, holenderska piosenkarka, aktorka
  - Józef Błaszczyk, polski związkowiec, polityk, poseł na Sejm RP
  - Louis Kauffman, amerykański matematyk
  - Anna Maria Tarantola, włoska ekonomistka i menedżer
  - Philip Waruinge, kenijski bokser (zm. 2022)
- 1946:
  - Takako Iida, japońska siatkarka
  - Franjo Komarica, bośniacki duchowny katolicki, biskup Banja Luki
  - Žarko Potočnjak, chorwacki aktor (zm. 2021)
  - Stan Webb, brytyjski gitarzysta bluesowy
  - Peter Zajac, słowacki literaturoznawca, publicysta, polityk
- 1947:
  - Paul Auster, amerykański prozaik, eseista, tłumacz, reżyser i scenarzysta filmowy (zm. 2024)
  - Christo Bonew, bułgarski piłkarz, trener i działacz piłkarski
  - Georgi Kamenski, bułgarski piłkarz, bramkarz
  - Andrzej Kosiniak-Kamysz, polski lekarz, polityk, minister zdrowia i opieki społecznej
  - Stephen McHattie, kanadyjski aktor
  - Melanie Safka, amerykańska piosenkarka (zm. 2024)
- 1948:
  - Henning Mankell, szwedzki pisarz, dziennikarz, reżyser teatralny (zm. 2015)
  - Andrzej Stania, polski górnik, inżynier, samorządowiec, prezydent Rudy Śląskiej, prezes Związku Górnośląskiego (zm. 2024)
  - Carlos Filipe Ximenes Belo, wschodniotimorski duchowny katolicki, obrońca praw człowieka
- 1949:
  - Wiesław Kamiński, polski fizyk
  - Hennie Kuiper, holenderski kolarz szosowy
  - Władysław Wojtakajtis, polski pływak (zm. 2016)
- 1950:
  - Juan Alberto Belloch, hiszpański prawnik, sędzia, samorządowiec, polityk
  - Morgan Fairchild, amerykańska aktorka
  - Michał Krynicki, polski matematyk, sędzia lekkoatletyczny (zm. 2011)
  - Stanisław Krzesiński, polski zapaśnik, trener
  - Rocky Moran, amerykański kierowca wyścigowy (zm. 2024)
- 1951:
  - Dana Andreev, polska malarka, graficzka, rzeźbiarka
  - Arsène Auguste, haitański piłkarz (zm. 1993)
  - Paweł Christow, bułgarski zapaśnik
  - Blaise Compaoré, burkiński wojskowy, polityk, prezydent Burkiny Faso
  - Marian Gałuszka, polski historyk (zm. 2007)
  - Felipe Muñoz, meksykański pływak
  - Eugenijus Riabovas, litewski piłkarz, trener
- 1952:
  - Cellou Dalein Diallo, gwinejski ekonomista, polityk, premier Gwinei
  - Anton Lubowski, namibijski adwokat, polityk pochodzenia niemieckiego (zm. 1989)
  - Mamadou Lamine Loum, senegalski prawnik, polityk, premier Senegalu
  - Fred Lynn, amerykański baseballista
  - Hałyna Łozko, ukraińska filolog, etnolog, teolog
  - Andrzej Łuczycki, polski ekonomista, polityk, senator RP
  - Teresa Rzepa, polska psycholog
  - Marek Żyliński, polski polityk, samorządowiec, poseł na Sejm RP, burmistrz Zalewa (zm. 2024)
- 1953:
  - Chris Bahr, amerykański piłkarz, futbolista
  - Krzysztof Baszczyński, polski nauczyciel, polityk, poseł na Sejm RP
  - Magdalena Jankowska, polska poetka, pisarka, krytyk teatralny
  - Piotr Stasiński, polski dziennikarz, publicysta
- 1954:
  - Nagima Jeskalijewa, kazachska piosenkarka
  - Leszek Milewski, polski siatkarz, trener
  - Elżbieta Piwek, polska aktorka (zm. 2013)
  - Krzysztof Słowiński, polski pianista, dyrygent
  - Tiger Williams, kanadyjski hokeista
- 1955:
  - Bogusław Banaszak, polski prawnik, konstytucjonalista, sędzia Trybunału Stanu (zm. 2018)
  - Róża Data-Ptak, polska wioślarka
  - Krzysztof Karoń, polski filozof, publicysta (zm. 2023)
  - Rafał Muchacki, polski lekarz, polityk, poseł na Sejm i senator RP
  - Zbigniew Rau, polski prawnik, polityk, poseł na Sejm i senator RP, minister spraw zagranicznych
  - Momir Rnić, serbski piłkarz ręczny
- 1956:
  - Ernie Brandts, holenderski piłkarz, trener
  - Hernán Darío Gómez, kolumbijski piłkarz, trener
  - Nathan Lane, amerykański aktor
  - Lee Ranaldo, amerykański gitarzysta, wokalista, członek zespołu Sonic Youth
- 1957:
  - Roman (Gawriłow), rosyjski biskup prawosławny
  - Maria Robsahm, szwedzka filozof, dziennikarka, polityk
  - Reinaldo Rueda, kolumbijski trener piłkarski
- 1958:
  - Klaus Berggreen, duński piłkarz
  - Krzysztof Fikiel, polski koszykarz
  - Bobby Lohse, szwedzki żeglarz sportowy
  - N. Gregory Mankiw, amerykański ekonomista, wykładowca akademicki
  - Geraldo Pereira, brazylijski piłkarz
  - Jerzy Senator, polski aktor
  - Piotr Sobociński, polski operator filmowy (zm. 2001)
- 1959:
  - Fabián Bielinsky, argentyński reżyser filmowy (zm. 2006)
  - Chan Santokhi, surinamski polityk, prezydent Surinamu
  - Rob Wittman, amerykański polityk
- 1960:
  - André Antoine, belgijski i waloński polityk
  - Per Holmertz, szwedzki pływak
  - Kara Hui, chińska aktorka
  - Joachim Löw, niemiecki piłkarz, trener
  - Dawid (Macharadze), gruziński biskup prawosławny
  - İlyas Tüfekçi, turecki piłkarz, trener
- 1961:
  - Jay Adams, amerykański skater (zm. 2014)
  - Keith Gordon, amerykański aktor, reżyser filmowy
  - Colin McNab, szkocki szachista
- 1962:
  - Andrzej Hanisz, polski hokeista, bramkarz
  - Damir Kajin, chorwacki polityk
  - Bernard Monot, francuski ekonomista, polityk
  - Agata Pankiewicz, polska artystka sztuk wizualnych
  - René Schöfisch, niemiecki łyżwiarz szybki
  - Paweł Soloch, polski urzędnik państwowy
- 1963:
  - Jørn Andersen, norweski piłkarz, trener
  - Min Ayahana, japońska mangaka
  - Kim Brodersen, duński piłkarz, bramkarz
  - Faouzi Ben Khalidi, algierski piłkarz
  - Isabella Lövin, szwedzka dziennikarka, polityk
  - Stefano Mei, włoski lekkoatleta, średnio- i długodystansowiec
- 1964:
  - Vinko Brešan, chorwacki reżyser, scenarzysta i producent filmowy
  - Søren Malling, duński aktor
  - Michael Rummenigge, niemiecki piłkarz
  - Domenico Semeraro, szwajcarski bobsleista
  - Indrek Tarand, estoński dziennikarz, polityk
- 1965:
  - Agnieszka Bałut, polska pływaczka, pisarka, dziennikarka
  - Massimo Cassano, włoski samorządowiec, polityk
  - Ingo Haar, niemiecki historyk, wykładowca akademicki
  - Esa Keskinen, fiński hokeista
  - Kathleen Kinmont, amerykańska aktorka
  - Armin Kraaz, niemiecki piłkarz, trener
  - Terje Langli, norweski biegacz narciarski
  - Marjo Matikainen-Kallström, fińska biegaczka narciarska, polityk
  - Billy More, włoski piosenkarz, artysta, drag queen, performer (zm. 2005)
  - László Palkovics, węgierski inżynier, wykładowca akademicki, polityk
  - Zdzisław Staniul, polski żeglarz sportowy, trener
  - Klaus Sulzenbacher, austriacki kombinator norweski
  - Maura Tierney, amerykańska aktorka
- 1966:
  - Frank Coraci, amerykański reżyser i scenarzysta filmowy pochodzenia włoskiego
  - František Ružička, słowacki dyplomata
  - Jerzy Sikorski, polski kolarz szosowy
- 1967:
  - Tim Flowers, angielski piłkarz, bramkarz
  - Anne Johnsen, norweska zapaśniczka
  - Jason Morris, amerykański judoka
  - Mika-Matti Paatelainen, fiński piłkarz, trener
  - Lucia-Ana Varga, rumuńska polityk
  - Aurelio Vidmar, australijski piłkarz
- 1968:
  - Vlade Divac, serbski koszykarz
  - Mark Koevermans, holenderski tenisista
  - František Kučera, czeski hokeista
  - Mary Onyali-Omagbemi, nigeryjska lekkoatletka, sprinterka
- 1969:
  - Tomasz Jędrusik, polski lekkoatleta, sprinter
  - Bartosz Zaczykiewicz, polski reżyser teatralny
- 1970:
  - Walerij Batura, rosyjski kolarz szosowy i torowy
  - Óscar Córdoba, kolumbijski piłkarz, bramkarz
  - Warwick Davis, brytyjski aktor
  - Franck Gava, francuski piłkarz
  - Sabine Ginther, austriacka narciarka alpejska
  - Ismo Kamesaki, fiński zapaśnik
  - Steffen Karl, niemiecki piłkarz
  - Richie Kotzen, amerykański muzyk, kompozytor, wokalista, autor tekstów, członek zespołów: Poison, Mr. Big, Forty Deuce i The Winery Dogs
  - Katja Petrowskaja, ukraińsko-niemiecka dziennikarka, pisarka, literaturoznawczyni
  - Casey Spooner, amerykański muzyk, członek duetu Fischerspooner
  - Ioan Vizitiu, rumuński wioślarz
- 1971:
  - Marta Bizoń, polska aktorka
  - Elisa Donovan, amerykańska aktorka
  - Vincent Elbaz, francuski aktor
  - Sarah Kane, brytyjska dramaturg (zm. 1999)
  - Soso Liparteliani, gruziński judoka
  - Gustavo Méndez, urugwajski piłkarz
  - Hervé Thuet, francuski kolarz torowy
- 1972:
  - Dariusz Bohatkiewicz, polski dziennikarz
  - Jesper Kyd, duński kompozytor
  - Serhij Mamczur, ukraiński piłkarz (zm. 1997)
  - Jacek Petrus, polski dziennikarz (zm. 2010)
  - Mart Poom, estoński piłkarz, bramkarz
- 1973:
  - Arkadiusz Głogowski, polski aktor, reżyser teatralny
  - Mariusz Rosiak, polski piłkarz
- 1974:
  - Konrad Gałka, polski pływak
  - Daniel Igali, kanadyjski zapaśnik pochodzenia nigeryjskiego
  - Dejan Mišković, serbski koszykarz
  - Florian Rousseau, francuski kolarz torowy
- 1975:
  - Piotr Babiarz, polski samorządowiec, polityk, poseł na Sejm RP
  - Kinga Ilgner, polska aktorka
  - Markus Schulz, niemiecko-amerykański didżej, producent muzyczny
- 1976:
  - Stéphane Antiga, francuski siatkarz, trener
  - Lidia Czechak, polska prawnik, polityk, posłanka na Sejm RP
  - Tijana Dapčević, serbska piosenkarka
  - Isla Fisher, australijska aktorka, scenarzystka filmowa
  - Cătălin Hîldan, rumuński piłkarz (zm. 2000)
  - Stojan Kolew, bułgarski piłkarz, bramkarz
- 1977:
  - Daddy Yankee, portorykański muzyk reggaeton
  - Błażej Poboży, polski politolog, urzędnik państwowy
  - Ventzislav Simeonov, włoski siatkarz pochodzenia bułgarskiego
  - Marek Židlický, czeski hokeista
- 1978:
  - Joan Capdevila, hiszpański piłkarz
  - Amal Clooney, libańsko-brytyjska adwokat
  - Beat Hefti, szwajcarski bobsleista
  - Andy Herron, kostarykański piłkarz
  - Lars T. Jørgensen, duński piłkarz ręczny
  - Artur Kostecki, polski hokeista, trener
  - Matt Nielsen, australijski koszykarz, trener
  - Hennadij Razin, ukraiński hokeista
  - Adrian R’Mante, amerykański aktor
  - Eliza Roszkowska Öberg, szwedzka informatyk, polityk pochodzenia polskiego
- 1979:
  - Ołeksandr Derdo, ukraiński sędzia piłkarski
  - Epifaniusz (Dumenko), ukraiński duchowny prawosławny, metropolita kijowski, zwierzchnik autokefalicznego Kościoła Prawosławnego Ukrainy
  - Vesna Đurisić, serbska siatkarka
  - Becca Fitzpatrick, amerykańska pisarka
  - Ray Anthony Johnsson, filipiński piłkarz
  - José Antonio Villanueva, hiszpański kolarz torowy
- 1980:
  - Kałojan Dinczew, bułgarski zapaśnik
  - Markus Esser, lekkoatleta niemiecki, młociarz
  - Michał Harciarek, polski psycholog
  - Artem Hnidenko, ukraiński hokeista
  - Martin Künzle, szwajcarski skoczek narciarski, trener
  - Édson Nobre, angolski piłkarz
- 1981:
  - Donis Escober, honduraski piłkarz, bramkarz
  - Guri Melby, norweska działaczka samorządowa, polityk
  - Mehdi Rahmati, irański piłkarz, bramkarz
  - Laura Rothenberg, amerykańska pamiętnikarka (zm. 2003)
  - Ben Sigmund, nowozelandzki piłkarz
  - Iwona Szymik, polska koszykarka
- 1982:
  - Wiera Brieżniewa, ukraińska piosenkarka
  - Tim Burke, amerykański biathlonista
  - Jessica Harp, amerykańska wokalistka country
  - Dżalal Hosejni, irański piłkarz
  - Mariusz Jurkiewicz, polski piłkarz ręczny
  - Gyula Káté, węgierski bokser
  - Marijana Markovic, niemiecka szpadzistka
  - Anna Puu, fińska piosenkarka
  - Bridget Regan, amerykańska aktorka
  - Won Woo-young, południowokoreański szablista
- 1983:
  - Josefa Fabíola Almeida de Souza, brazylijska siatkarka
  - Carlos Berlocq, argentyński tenisista
  - Deniz Hakyemez, turecka siatkarka
  - Predrag Jokić, czarnogórski piłkarz wodny
  - Michal Šlesingr, czeski biathlonista
  - Patricia Sylvester, grenadyjska lekkoatletka, trójskoczkini
- 1984:
  - Sara Carbonero, hiszpańska dziennikarka sportowa, prezenterka telewizyjna
  - Rogério Dutra Silva, brazylijski tenisista
  - Agnieszka Jarmużek, polska lekkoatletka, miotaczka
  - Collins Mbesuma, zambijski piłkarz
  - Alexandra Oquendo, portorykańska siatkarka
  - Hernâni José da Rosa, brazylijski piłkarz
  - Melissa Torres Sandoval, meksykańska tenisistka
  - Aleksejs Višņakovs, łotewski piłkarz pochodzenia rosyjskiego
- 1985:
  - Ołeksandr Alijew, ukraiński piłkarz pochodzenia rosyjskiego
  - Augusto, brazylijski piłkarz
  - Justin Doellman, amerykański koszykarz
  - Tomasz Jeżewski, polski piłkarz ręczny
  - Andrej Kascicyn, białoruski hokeista
  - Filip Lukšík, słowacki piłkarz
  - Mohammed Rajab, tanzański piłkarz
- 1986:
  - James DeGale, brytyjski bokser
  - Lucas Duda, amerykański baseballista
  - David Edwards, walijski piłkarz
  - Mathieu Giroux, kanadyjski łyżwiarz szybki
- 1987:
  - Elvana Gjata, albańska piosenkarka
  - Marcel Haščák, słowacki hokeista
  - Katarzyna Zaroślińska-Król, polska siatkarka
- 1988:
  - Meryem Boz, turecka siatkarka
  - Kamil Glik, polski piłkarz
  - Kateřina Kočiová, czeska siatkarka
  - Jana Martynowa, rosyjska pływaczka
  - Chrystyna Stuj, ukraińska lekkoatletka, sprinterka
  - Gregory van der Wiel, holenderski piłkarz
- 1989:
  - Greg Drummond, szkocki curler
  - Vania King, amerykańska tenisistka
  - Slobodan Rajković, serbski piłkarz
  - Ryne Sanborn, amerykański aktor
  - Łukasz Wiśniewski, polski siatkarz
- 1990:
  - Anna Jegorian, amerykańska wioślarka
  - Eva Josefíková, czeska aktorka
  - Sean Kingston, amerykański piosenkarz
  - Nemanja Kojić, serbski piłkarz
  - Ana Tatiszwili, gruzińsko-amerykańska tenisistka
  - Aleksandyr Tonew, bułgarski piłkarz
  - Adama Traoré, iworyjski piłkarz
  - Marko Vejinović, holenderski piłkarz pochodzenia serbskiego
- 1991:
  - Willy Boly, francuski piłkarz pochodzenia iworyjskiego
  - Nikola Hofmanova, austriacka tenisistka pochodzenia czeskiego
  - Adrian Quaife-Hobbs, brytyjski kierowca wyścigowy
  - Yuem Hye-seun, południowokoreańska siatkarka
- 1992:
  - Santa Okockytė, litewska koszykarka
  - Shōhei Ōno, japoński judoka
  - Chloe Sutton, amerykańska pływaczka
- 1993:
  - Getter Jaani, estońska piosenkarka
  - Norvel Pelle, antiguańsko-amerykańsko-libański koszykarz
  - Luis Alonso Torres, belizeński piłkarz
  - Sandro Wieser, liechtensteiński piłkarz
- 1994:
  - Jordan Ikoko, kongijski piłkarz
  - Jewgienij Klimow, rosyjski kombinator norweski, skoczek narciarski
  - Malaika Mihambo, niemiecka lekkoatletka, skoczkini w dal pochodzenia zanzibarskiego
  - Rougned Odor, wenezuelski baseballista
- 1995:
  - Evelyn Akhator, nigeryjska koszykarka
  - Namiq Ələsgərov, azerski piłkarz
  - Ion Burlacu, mołdawski piłkarz
  - Orla Gartland, irlandzka piosenkarka, gitarzystka, autorka tekstów
  - Miha Hrobat, chorwacki narciarz alpejski
  - Edin Šehić, bośniacki piłkarz
  - Marvin Stefaniak, niemiecki piłkarz
  - Siergiej Tołczinski, rosyjski hokeista
  - Óscar Villarreal, panamski piłkarz
  - Aimee Lou Wood, brytyjska aktorka
- 1996:
  - Maksim Biełogorcew, rosyjski siatkarz
  - Dutee Chand, indyjska lekkoatletka, sprinterka
  - Aleksandra Gromadowska, polska siatkarka
  - Víctor Guzmán, meksykański piłkarz
  - Thomas Welsh, amerykański koszykarz
- 1997:
  - Lewis Cook, angielski piłkarz
  - Sebastian Grønning, duński piłkarz
  - Nils Seufert, niemiecki piłkarz
- 1998:
  - Blas Riveros, paragwajski piłkarz
  - Isaiah Roby, amerykański koszykarz
- 1999:
  - Fran Beltrán, hiszpański piłkarz
  - Hasan Hasan Ahmad Muhammad, egipski zapaśnik
  - Andrij Remeniuk, ukraiński piłkarz
  - Dawid Sączewski, polski koszykarz
- 2001:
  - Benjamin Didier-Urbaniak, polski koszykarz
  - Tre Mann, amerykański koszykarz
  - Rhys Williams, angielski piłkarz
  - Qëndrim Zyba, kosowski piłkarz
- 2002 – Stefan Rettenegger, austriacki kombinator norweski
- 2003 – Fabricio Díaz, urugwajski piłkarz
- 2004:
  - Tomás Avilés, argentyński piłkarz pochodzenia chilijskiego
  - Rei Naoi, japońska raperka, piosenkarka, modelka
- 2005:
  - AniKa Dąbrowska, polska piosenkarka
  - Joaquín Lavega, urugwajski piłkarz

## Zmarli
- 13 – Wang Zhengjun, cesarzowa Chin (ur. 71 p.n.e.)
- 699 – Werburga, angielska święta (ur. ?)
- 995 – Wilhelm IV Żelazne Ramię, książę Akwitanii (ur. 937)
- 1014 – (lub 2 lutego) Swen Widłobrody, król Danii, Norwegii i Anglii (ur. ok. 950-60)
- 1094 – Al-Muktadi, dwudziesty siódmy kalif Abbasydów (ur. 1056)
- 1116 – Koloman Uczony, król Węgier, Chorwacji i Dalmacji (ur. ok. 1070)
- 1242 – Weridiana z Castelfiorentino, włoska tercjarka franciszkańska, święta (ur. 1182)
- 1252 – Światosław III, książę nowogrodzki i juriewski, wielki książę włodzimierski (ur. 1196)
- 1290 – Henryk XIII, książę Dolnej Bawarii (ur. 1235)
- 1327 – Henryk Łaskawy, książę austriacki (ur. 1298)
- 1352 – Bertrand du Pouget, francuski duchowny, biskup Ostii, kardynał (ur. 1280)
- 1399 – Jan z Gandawy, książę Lancaster, lord wielki steward, książę Akwitanii (ur. 1340)
- 1428 – Yoshimochi Ashikaga, japoński siogun (ur. 1386)
- 1451 – Murad II, sułtan Imperium osmańskiego (ur. 1404)
- 1468 – Johannes Gutenberg, niemiecki rzemieślnik, złotnik, drukarz, wynalazca ruchomych czcionek drukarskich (ur. ok. 1399)
- 1502 – Wojciech z Siecienia, polski dominikanin, inkwizytor (ur. ?)
- 1520 – Sten Sture Młodszy Svantesson, szwedzki polityk, dowódca wojskowy, regent Szwecji (ur. 1492 lub 93)
- 1549 – Suriyothai, królowa Syjamu (ur. ?)
- 1562 – Georg Giese, gdański kupiec, polityk (ur. 1497)
- 1580 – Mâhidevrân, żona sułtana Sulejmana Wspaniałego (ur. ok. 1500)
- 1590 – Germain Pilon, francuski rzeźbiarz (ur. ok. 1535)
- 1595 – Cornelius Loos, holenderski duchowny i teolog katolicki, wykładowca akademicki (ur. 1546)
- 1607 – Tolomeo Gallio, włoski kardynał (ur. 1527)
- 1610 – Jan Iwanowicz Szujski, polski szlachcic, polityk (ur. ?)
- 1611 – Ottavio Paravicini, włoski duchowny katolicki, biskup Alessandrii, nuncjusz apostolski, kardynał (ur. 1552
- 1618 – Filip II, książę szczeciński (ur. 1573)
- 1619 – Henry Brooke, angielski arystokrata, polityk, spiskowiec (ur. 1554)
- 1679 – (data pogrzebu) Jan Steen, holenderski malarz (ur. ok. 1626)
- 1696 – Tomasz Masny, beskidzki zbójnik (ur. ?)
- 1702 – Antoni Żółkiewski, polski duchowny greckokatolicki, biskup pińsko-turowski (ur. ?)
- 1704 – Antonio Molinari, włoski malarz, grafik (ur. 1655)
- 1709 – Mikołaj z Longobardi, włoski duchowny katolicki, święty (ur. 1650)
- 1737 – Tommaso Ceva, włoski jezuita, matematyk, poeta (ur. 1648)
- 1762 – Beau Nash, brytyjski dandys (ur. 1674)
- 1779 – Louis de Jaucourt, francuski lekarz, pisarz, encyklopedysta (ur. 1704)
- 1783 – August Wilhelm von Bismarck, pruski dyplomata, polityk (ur. 1750)
- 1794 – Franciszek Antoni Kwilecki, polski polityk, dyplomata, uczestnik Konfederacji barskiej (ur. 1725)
- 1802 – Pedro Rodríguez Pérez, hiszpański polityk (ur. 1723)
- 1806 – Nicolas Edme Restif de La Bretonne, francuski pisarz (ur. 1734)
- 1813 – Stanisław Mycielski, polski pułkownik, działacz niepodległościowy (ur. 1767)
- 1814 – Jan Antonín Koželuh, czeski kompozytor (ur. 1738)
- 1820 – Gia Long, cesarz Wietnamu (ur. 1762)
- 1821 – Jan Leon Kozietulski, polski pułkownik (ur. 1778)
- 1832 – George Crabbe, brytyjski poeta, przyrodnik (ur. 1754)
- 1838 – Anne Marie Rivier, francuska zakonnica, błogosławiona (ur. 1768)
- 1846 – Joseph Weigl, austriacki kompozytor, dyrygent (ur. 1766)
- 1847 – Marie Duplessis, francuska kurtyzana (ur. 1824)
- 1853:
  - Jean-Joseph-Jean-Baptiste Ferréol, francuski duchowny katolicki, misjonarz, wikariusz apostolski Korei (ur. 1808)
  - Ludwig Emanuel Schaerer, szwajcarski pastor, mykolog, pedagog (ur. 1785)
- 1857 – Stanisław Worcell, polski hrabia, polityk, publicysta (ur. 1799)
- 1862:
  - Jean-Baptiste Biot, francuski fizyk, matematyk, geodeta, astronom (ur. 1774)
  - Carl Ludwig Blume, niemiecki botanik (ur. 1796)
- 1863:
  - Józefat Barszczewski, polski protokolant sądowy, dowódca oddziału w powstaniu styczniowym (ur. 1836)
  - Tadeusz Błoński, polski drukarz, dowódca pododdziału w powstaniu styczniowym (ur. 1911)
- 1865 – Eugène Devéria, francuski malarz (ur. 1805)
- 1866:
  - Teodor Einert, polski kompozytor, organista, pedagog pochodzenia niemieckiego (ur. 1828)
  - (lub 2 lutego) François Xavier Garneau, kanadyjski historyk, poeta, dziennikarz (ur. 1809)
- 1867 – Maximilian zu Wied-Neuwied, niemiecki arystokrata, przyrodnik, etnolog, podróżnik (ur. 1782)
- 1874 – Lunalilo I, król Hawajów (ur. 1835)
- 1875 – Everhardus Johannes Potgieter, holenderski prozaik, poeta (ur. 1808)
- 1877 – Ignazio Auconi, włoski duchowny katolicki, generał zakonu pallotynów (ur. 1816)
- 1879 – John Black, kanadyjski prawnik, sędzia, urzędnik (ur. 1817)
- 1881:
  - John Gould, brytyjski ornitolog (ur. 1804)
  - Florentyna Włoszkowa, polska literatka, tłumaczka, nauczycielka (ur. 1844)
- 1882 – Mary Elizabeth Lange, amerykańska zakonnica, Służebnica Boża pochodzenia haitańskiego (ur. 1784)
- 1883:
  - Wołodymyr Barwinski, ukraiński historyk, socjolog, publicysta, wydawca, pisarz, krytyk literacki, tłumacz (ur. 1850)
  - Vincent Bochdalek, czeski anatom, wykładowca akademicki (ur. 1801)
- 1884 – Gotthilf Heinrich Ludwig Hagen, niemiecki fizyk, inżynier, wykładowca akademicki (ur. 1797)
- 1885 – Jan Krechowiecki, polski ziemianin, działacz niepodległościowy, uczestnik powstania styczniowego (ur. 1805)
- 1888:
  - Kornel Heinrich, polski inżynier budownictwa (ur. 1833)
  - Henry Sumner Maine, brytyjski antropolog społeczny, socjolog, historyk prawa, komparatysta prawny, wykładowca akademicki (ur. 1822)
  - Walenty Winkler, polski górnik, poeta, prozaik (ur. 1825)
- 1889 – Belle Starr, amerykańska przestępczyni (ur. 1848)
- 1893 – Teofil Lenartowicz, polski poeta, etnograf, rzeźbiarz, konspirator (ur. 1822)
- 1896 – Julius Thomsen, duński lekarz, prozaik, poeta (ur. 1815)
- 1899:
  - Geert Adriaans Boomgaard, holenderski superstulatek (ur. 1788)
  - Juliusz Kossak, polski malarz, rysownik, ilustrator (ur. 1824)
- 1900:
  - William Stanley Haseltine, amerykański malarz (ur. 1844)
  - Helena Maria Stollenwerk, niemiecka werbistka, błogosławiona (ur. 1852)
- 1901 – Yukichi Fukuzawa, japoński pisarz, pedagog, tłumacz, przedsiębiorca, politolog (ur. 1835)
- 1904 – Maria Hempel, polska etnograf, botanik, etnobotanik, uczestniczka powstania styczniowego (ur. 1834)
- 1909:
  - Serafino Cretoni, włoski kardynał, nuncjusz apostolski, wysoki urzędnik Kurii Rzymskiej (ur. 1833)
  - Karol Krementowski, polski duchowny katolicki, samorządowiec, polityk (ur. 1839)
  - Thorvald Meyer, norweski przedsiębiorca, mecenas sztuki, filantrop (ur. 1818)
- 1910 – Bronisława Dowiakowska, polska śpiewaczka operowa (sopran), pedagog (ur. 1840)
- 1911 – Christian Bohr, duński lekarz, fizjolog, wykładowca akademicki (ur. 1855)
- 1914:
  - Władysław Kosiński, polski nauczyciel, językoznawca amator (ur. 1844)
  - Friedrich Preuß, niemiecki nauczyciel, polityk (ur. 1850)
- 1915 – John Chilembwe, malawijski duchowny baptystyczny, pedagog (ur. 1871)
- 1917:
  - Samuel Wragg Ferguson, amerykański generał, inżynier (ur. 1834)
  - Wilhelm August Stryowski, niemiecki malarz, muzealnik, pedagog (ur. 1834)
- 1918 – Ernest Hoben, nowozelandzki działacz sportowy (ur. 1864)
- 1919:
  - Maria Teresa Habsburg-Este, ostatnia królowa Bawarii (ur. 1849)
  - Edward Charles Pickering, amerykański astronom (ur. 1846)
- 1920 – Joazaf (Kallistow), rosyjski biskup prawosławny (ur. 1849)
- 1922:
  - Otto Busse, niemiecki patolog, wykładowca akademicki (ur. 1867)
  - Christiaan Rudolf de Wet, burski generał, polityk, p.o. prezydenta Wolnego Państwa Orania (ur. 1854)
  - Tadeusz Wiktor, polski generał porucznik (ur. 1859)
  - John Butler Yeats, irlandzki malarz (ur. 1839)
- 1923:
  - Tamemoto Kuroki, japoński generał (ur. 1844)
  - Józef Wajda, polski duchowny katolicki, działacz społeczny i narodowy, polityk (ur. 1849)
- 1924 – Woodrow Wilson, amerykański prawnik, wykładowca akademicki, polityk, prezydent USA, laureat Pokojowej Nagrody Nobla (ur. 1856)
- 1925:
  - (lub 2 lutego) Jaap Eden, holenderski kolarz szosowy i torowy, łyżwiarz szybki (ur. 1873)
  - Oliver Heaviside, brytyjski matematyk, fizyk, elektrotechnik (ur. 1850)
- 1929:
  - Agner Krarup Erlang, duński matematyk, pedagog (ur. 1878)
  - José Gutiérrez Guerra, boliwijski ekonomista, polityk, prezydent Boliwii (ur. 1869)
- 1930:
  - Iosif Czernogłaz, radziecki polityk (ur. 1894)
  - Wilhelm Zangemeister, niemiecki ginekolog, położnik, wykładowca akademicki (ur. 1871)
- 1932:
  - Kazimierz Grabowski, polski urzędnik państwowy, wojewoda lwowski (ur. 1866)
  - László Jármay, węgierski lekarz, taternik, ratownik górski, działacz turystyczny (ur. 1850)
- 1933 – John Haberle, amerykański malarz pochodzenia niemieckiego (ur. 1856)
- 1935 – Hugo Junkers, niemiecki inżynier, wynalazca (ur. 1859)
- 1936 – Zofia Schönburg-Waldenburg, księżniczka Schönburg-Waldenburg, księżna Albanii i Wied (ur. 1885)
- 1937 – Jurij Daniłow, rosyjski generał, emigrant (ur. 1866)
- 1939 – Reto Capadrutt, szwajcarski bobsleista (ur. 1912)
- 1940:
  - David Hammond, amerykański pływak, piłkarz wodny (ur. 1881)
  - Victor Léon, austriacki librecista pochodzenia żydowsko-węgierskiego (ur. 1858)
  - Stanisław Roman Lewandowski, polski rzeźbiarz, medalier, krytyk sztuki, dramaturg (ur. 1859)
  - Maksymilian Matakiewicz, polski inżynier, naukowiec, polityk, minister robót publicznych (ur. 1875)
  - Władimir Michels, radziecki dziennikarz, funkcjonariusz organów bezpieczeństwa, dyplomata pochodzenia żydowskiego (ur. 1839)
- 1942:
  - Feliks Rafał Halpern, polski muzyk, pianista, pedagog pochodzenia żydowskiego (ur. 1866)
  - Józef Horst, polski podharcmistrz, działacz polonijny w Niemczech (ur. 1914)
  - Władysław Mamert Wandalli, polski urzędnik, mistyfikator podający się za weterana powstania styczniowego (ur. 1855)
- 1943:
  - Alojs Andricki, serbołużycki duchowny katolicki, męczennik, błogosławiony (ur. 1914)
  - Ilija Trifunović-Birčanin, serbski dowódca wojskowy, kolaborant, dowódca oddziałów czetnickich, zbrodniarz wojenny (ur. 1887)
- 1944:
  - Yvette Guilbert, francuska piosenkarka, aktorka (ur. 1865)
  - Józef Paszkowski, polski rzeźbiarz (ur. 1892)
- 1945:
  - Roland Freisler, niemiecki prawnik, przewodniczący Trybunału Ludowego, zbrodniarz nazistowski (ur. 1893)
  - Wasilij Gorodcow, rosyjski archeolog, wykładowca akademicki (ur. 1860)
  - Frīdrihs Rubenis, łotewski kapitan (ur. 1902)
  - Piotr Wiertielecki, radziecki sierżant (ur. 1923)
- 1946:
  - Michalina Adamska, polska działaczka socjalistyczna (ur. 1883)
  - Friedrich Jeckeln, niemiecki funkcjonariusz i zbrodniarz nazistowski (ur. 1895)
  - Victor Loret, francuski archeolog, egiptolog, wykładowca akademicki (ur. 1859)
  - Józef Święcicki, polski dziennikarz (ur. 1903)
  - Mieczysław Walesiuk, polski podporucznik (ur. 1906)
  - Carl Theodor Zahle, duński polityk, premier Danii (ur. 1866)
- 1947:
  - Marc Mitscher, amerykański admirał (ur. 1887)
  - Gjergj Volaj, albański duchowny katolicki, biskup Sapy (ur. 1904)
  - Petar Živković, serbski generał, polityk, premier Królestwa Serbów, Chorwatów i Słoweńców (ur. 1897)
- 1949:
  - Roman Henryk Pawłowski, polski podchorąży, żołnierz AK (ur. 1925)
  - Władimir Nazimow, rosyjski generał, kolaborant (ur. 1872)
- 1951:
  - August Horch, niemiecki inżynier budowy maszyn, przedsiębiorca (ur. 1868)
  - Roman Orzechowski, polski podpułkownik (ur. 1882)
- 1952 – Harold L. Ickes, amerykański polityk (ur. 1874)
- 1953 – Jussuf Ibrahim, niemiecki pediatra pochodzenia egipskiego (ur. 1877)
- 1956:
  - Émile Borel, francuski matematyk, wykładowca akademicki (ur. 1871)
  - Johnny Claes, belgijski kierowca wyścigowy (ur. 1916)
  - Eilhard Alfred Mitscherlich, niemiecki chemik rolny, fizjolog roślin (ur. 1874)
  - Robert Yerkes, amerykański psycholog, etnolog, prymatolog (ur. 1876)
- 1958:
  - Nina Rydzewska, polska poetka, pisarka (ur. 1902)
  - Aleksander Zwierzyński, polski prawnik, polityk, wicemarszałek Sejmu RP (ur. 1880)
- 1959:
  - Francesco De Robertis, włoski reżyser filmowy (ur. 1902)
  - Buddy Holly, amerykański muzyk, pionier rock and rolla (ur. 1936)
  - Jiles Perry Richardson, amerykański muzyk, kompozytor (ur. 1930)
  - Ritchie Valens, amerykański piosenkarz (ur. 1941)
- 1960:
  - Fred Buscaglione, włoski aktor, piosenkarz (ur. 1921)
  - Antoni Kierpal, polski malarz (ur. 1898)
  - Carrie Phillips, Amerykanka, kochanka prezydenta Warrena Hardinga, prawdopodobna agentka wywiadu niemieckiego (ur. 1873)
- 1964:
  - Giuseppe Amato, włoski reżyser filmowy (ur. 1899)
  - Stanisław Stankiewicz, białoruski księgarz, poeta (ur. 1886)
- 1965:
  - Max Fillusch, niemiecki polityk nazistowski, nadburmistrz Zabrza (ur. 1896)
  - Vittorio Lucchetti, włoski gimnastyk (ur. 1894)
- 1966:
  - Wacław Cegiełka, polski działacz społeczny i polityczny, burmistrz Ostrowa Wielkopolskiego (ur. 1887)
  - Digvijaysinhji, indyjski maharadża, dyplomata (ur. 1895)
  - Konstantinas Kurnatauskas, litewski duchowny i teolog ewangelicko-reformowany, superintendent generalny Jednoty Wileńskiej, wykładowca akademicki (ur. 1878)
- 1967 – Joe Meek, brytyjski kompozytor, niezależny producent muzyczny, wynalazca (ur. 1929)
- 1968:
  - Maria Baran, polska lekkoatletka, sprinterka i płotkarka (ur. 1905)
  - Gherman Pîntea, rumuński oficer, polityk pochodzenia mołdawskiego (ur. 1894)
  - Ludwik Alfred zu Windisch-Grätz, austriacki i węgierski arystokrata, oficer, polityk (ur. 1882)
- 1969:
  - Adam Koc, polski polityk, minister skarbu (ur. 1891)
  - Eduardo Mondlane, mozambicki działacz niepodległościowy (ur. 1920)
  - Al Taliaferro, amerykański rysownik komiksów (ur. 1905)
- 1970 – Italo Gariboldi, włoski generał (ur. 1879)
- 1972 – John Litel, amerykański aktor (ur. 1892)
- 1973 – Alexandru Tyroler, rumuński szachista pochodzenia węgierskiego (ur. 1891)
- 1974 – Charlotte Bühler, niemiecka psycholog (ur. 1893)
- 1975:
  - Aleksander Roman Boroński, polski major artylerii (ur. 1893)
  - Umm Kulsum, egipska piosenkarka (ur. 1904)
  - Ernest Sterckx, belgijski kolarz szosowy (ur. 1922)
- 1976:
  - Jerzy Klinger, polski duchowny prawosławny, teolog, ekumenista, wykładowca akademicki (ur. 1918)
  - Stanisław Owsianka, polski podpułkownik obserwator, działacz emigracyjny (ur. 1901)
- 1977:
  - Teferi Benti, etiopski generał, polityk, przewodniczący Tymczasowego Wojskowego Komitetu Administracyjnego (ur. 1921)
  - Tomasz Pilarski, polski anarchista, związkowiec (ur. 1902)
  - Pauline Starke, amerykańska aktorka (ur. 1901)
- 1978:
  - Adolf Berman, polski i izraelski polityk, działacz społeczny (ur. 1906)
  - Jerzy Gabryelski, polski aktor, reżyser i scenarzysta filmowy (ur. 1906)
  - Sławomir Złotek-Złotkiewicz, polski koszykarz, trener (ur. 1930)
- 1979:
  - Iosif Piluszyn, radziecki snajper (ur. 1903)
  - Jakub Sawicki, polski prawnik, kanonista, historyk prawa, wykładowca akademicki (ur. 1899)
  - Joan Standing, brytyjska aktorka (ur. 1903)
  - Leonard Zajączkowski, polski operator i reżyser filmowy (ur. 1902)
- 1980:
  - Ray Heindorf, amerykański kompozytor muzyki filmowej (ur. 1908)
  - Robert Mrongowius, polski aktor, reżyser teatralny i radiowy (ur. 1903)
  - Margit Sielska-Reich, polsko-ukraińska malarka (ur. 1900)
- 1981:
  - J Harlen Bretz, amerykański geolog (ur. 1882)
  - Witosław Porczyński, polski pułkownik dyplomowany kawalerii (ur. 1892)
- 1982:
  - Efraín Huerta, meksykański poeta, krytyk filmowy, dziennikarz, publicysta (ur. 1914)
  - Wojciech Wydra-Nawrocki, polski pedagog, samorządowiec, polityk, poseł na Sejm RP (ur. 1904)
- 1983:
  - Zoja Andriejewa, radziecka polityk (ur. 1899)
  - Tullio Campagnolo, włoski kolarz szosowy, przedsiębiorca, wynalazca (ur. 1901)
  - Antonio Samorè, włoski kardynał (ur. 1905)
- 1985:
  - Frank Oppenheimer, amerykański fizyk jądrowy, wykładowca akademicki pochodzenia żydowskiego (ur. 1912)
  - Otton Ślizień, polski malarz, muzealnik (ur. 1892)
- 1986:
  - Vicente Buigues Carrió, hiszpański okulista (ur. 1920)
  - Art Chapman, kanadyjski koszykarz (ur. 1912)
  - Wiktoryn Kaczyński, polski komandor podporucznik pilot (ur. 1891)
  - Janina Orynżyna, polska znawczyni i propagatorka rzemiosła i sztuki ludowej (ur. 1893)
  - Alfred Vohrer, niemiecki reżyser filmowy (ur. 1918)
- 1987 – Takamatsu, japoński książę, komandor (ur. 1905)
- 1988:
  - Robert Duncan, amerykański poeta (ur. 1919)
  - Hanna Rudzka-Cybis, polska malarka (ur. 1897)
- 1989 – John Cassavetes, amerykański aktor, reżyser filmowy (ur. 1929)
- 1990 – Roman Sielski, polsko-ukraiński malarz (ur. 1903)
- 1991:
  - Zdzisław Bau, polski dziennikarz, korespondent wojenny, działacz emigracyjny (ur. 1912)
  - Ernst Kalwitzki, niemiecki piłkarz, trener (ur. 1909)
  - Franciszek Rzeźniczak, polski muzyk, kapelmistrz, dyrygent (ur. 1914)
- 1992:
  - Knut Fridell, szwedzki zapaśnik (ur. 1908)
  - Edwin Kowalski, polski dyrygent, kierownik muzyczny (ur. 1914)
- 1993:
  - Roman Artymowski, polski malarz, grafik, pedagog (ur. 1919)
  - Paul Emery, brytyjski kierowca wyścigowy (ur. 1916)
  - Edith Farkas, węgiersko-nowozelandzka meteorolog (ur. 1921)
  - Karel Goeyvaerts, belgijski kompozytor (ur. 1923)
- 1994:
  - Anatolij Aleksandrow, rosyjski fizyk (ur. 1903)
  - Patrick El Mabrouk, francuski lekkoatleta pochodzenia algierskiego, średniodystansowiec (ur. 1928)
  - Alan Helffrich, amerykański lekkoatleta, sprinter (ur. 1900)
- 1996:
  - Guy Gilles, francuski reżyser filmowy (ur. 1940)
  - Audrey Meadows, amerykańska aktorka (ur. 1922)
- 1997:
  - Bohumil Hrabal, czeski pisarz (ur. 1914)
  - Michaił Jakuszyn, rosyjski piłkarz, trener (ur. 1910)
  - Agi Jambor, węgierska pianistka (ur. 1910)
- 1999:
  - Luc Borrelli, francuski piłkarz (ur. 1965)
  - Jan Czerniak, polski duchowny katolicki, biskup pomocniczy gnieźnieński (ur. 1906)
- 2000:
  - Abdallah Mohamed, komoryjski polityk, pierwszy premier Komorów (ur. ?)
  - Pierre Plantard, francuski kreślarz, dziennikarz (ur. 1920)
- 2002:
  - Arnold Mostowicz, polski lekarz, dziennikarz, pisarz, popularyzator nauki (ur. 1914)
  - Aglaja Veteranyi, rumuńsko-szwajcarska pisarka, aktorka pochodzenia rumuńskiego (ur. 1962)
- 2003:
  - Lana Clarkson, amerykańska aktorka, modelka (ur. 1962)
  - Stefan Folaron, polski filozof (ur. 1929)
  - Danish Jukniu, albański malarz (ur. 1934)
  - Jan Staszel, polski taternik, alpinista, polarnik, dziennikarz (ur. 1915)
- 2004:
  - Keve Hjelm, szwedzki aktor, reżyser filmowy (ur. 1922)
  - Ryszard Janowicz, polski saneczkarz (ur. 1932)
  - Jason Raize, amerykański aktor (ur. 1975)
  - Warren Zimmermann, amerykański dyplomata (ur. 1934)
- 2005:
  - Corrado Bafile, włoski kardynał, dyplomata (ur. 1903)
  - Ernst Mayr, amerykański ornitolog, ewolucjonista pochodzenia niemieckiego (ur. 1904)
  - Eryk Wyra, polski inżynier górniczy, działacz sportowy (ur. 1913)
  - Reuven Zygielbaum, polski aktor, pisarz, działacz kulturalny pochodzenia żydowskiego (ur. 1913)
  - Zurab Żwania, gruziński polityk, premier Gruzji (ur. 1963)
- 2006:
  - Marquard Bohm, niemiecki aktor (ur. 1941)
  - Walerian Borowczyk, polski artysta plastyk, reżyser i scenarzysta filmów animowanych i pełnometrażowych, pisarz (ur. 1923)
  - Louis Jones, amerykański lekkoatleta, sprinter (ur. 1932)
  - Reinhart Koselleck, niemiecki historyk (ur. 1923)
  - Hans Lewerenz, niemiecki malarz, grafik, rzeźbiarz (ur. 1915)
  - Romano Mussolini, włoski pianista jazzowy (ur. 1927)
  - Józef Penkowski, polski etnolog (ur. 1930)
  - Wanda Tazbir, polska instruktorka harcerska (ur. 1920)
  - Zdzisław Żarski, polski generał pilot (ur. 1926)
- 2007:
  - Donfeld, amerykański kostiumograf (ur. 1934)
  - Pedro Knight, kubański trębacz (ur. 1921)
- 2008:
  - Sheldon Brown, amerykański mechanik, publicysta (ur. 1944)
  - Anna Bujak, polska narciarka, inżynier architekt (ur. 1927)
- 2009:
  - Bogdan Trochanowski, polski wiolonczelista, kompozytor (ur. 1946)
  - Pawło Zahrebelny, ukraiński pisarz (ur. 1924)
- 2010:
  - Dick McGuire, amerykański koszykarz, trener (ur. 1926)
  - Gil Merrick, angielski piłkarz, bramkarz (ur. 1922)
- 2011:
  - Maria Schneider, francuska aktorka (ur. 1952)
  - Neil Young, angielski piłkarz (ur. 1944)
- 2012:
  - Norbert Blacha, polski muzyk, kompozytor, aranżer, pianista, organista (ur. 1959)
  - Ben Gazzara, amerykański aktor, reżyser i scenarzysta filmowy pochodzenia włoskiego (ur. 1930)
  - Zalman King, amerykański reżyser filmowy, aktor (ur. 1942)
  - Jarosław Kotarski, polski tłumacz (ur. 1961)
  - Andrzej Szczeklik, polski lekarz, naukowiec, pisarz, filozof medycyny (ur. 1938)
  - Samuel Youd, brytyjski pisarz (ur. 1922)
- 2013:
  - John D’Arcy, amerykański duchowny katolicki, biskup Fort Wayne-South Bend (ur. 1932)
  - Matija Duh, słoweński żużlowiec (ur. 1989)
  - Zlatko Papec, chorwacki piłkarz, trener (ur. 1934)
- 2014:
  - Louise Brough, amerykańska tenisistka (ur. 1923)
  - Richard Bull, amerykański aktor (ur. 1924)
  - Izak Goldfinger, izraelski działacz społeczny (ur. 1925)
- 2015:
  - Carlos Noguera, wenezuelski psycholog, pisarz (ur. 1943)
  - Ion Nunweiller, rumuński piłkarz, trener pochodzenia niemieckiego (ur. 1936)
  - Charlie Sifford, amerykański golfista (ur. 1922)
- 2016:
  - Joe Alaskey, amerykański aktor głosowy, komik (ur. 1952)
  - Balram Jakhar, indyjski polityk (ur. 1923)
  - Michał Janiszewski, polski generał dywizji, polityk (ur. 1926)
  - Big Kap, amerykański didżej, producent muzyczny (ur. 1970)
  - József Kasza, serbski ekonomista, polityk pochodzenia węgierskiego (ur. 1945)
  - Suat Mamat, turecki piłkarz, trener (ur. 1930)
  - Adam Rębacz, polski generał dywizji (ur. 1946)
- 2017:
  - Dritëro Agolli, albański prozaik, poeta, dziennikarz, scenarzysta filmowy (ur. 1931)
  - Kazimierz Bacik, polski piłkarz ręczny, trener, samorządowiec (ur. 1953)
  - Andrzej Balcerzak, polski aktor (ur. 1925)
  - Carmelo Cassati, włoski duchowny katolicki, arcybiskup Trani-Barletta-Bisceglie (ur. 1924)
  - Mykoła Romaniuk, ukraiński polityk (ur. 1958)
- 2018:
  - Leon Chancler, amerykański perkusista, członek zespołu Weather Report (ur. 1952)
  - Oswaldo Loureiro, brazylijski aktor (ur. 1932)
  - Károly Palotai, węgierski piłkarz, sędzia piłkarski (ur. 1935)
  - Jerzy Rutowicz, polski kierownik produkcji i producent filmowy (ur. 1928)
  - Rolf Zacher, niemiecki aktor (ur. 1941)
  - Tomasz Żołnierkiewicz, polski malarz (ur. 1935)
- 2019:
  - Julie Adams, amerykańska aktorka (ur. 1926)
  - Zbigniew Iwański, polski lekkoatleta, skoczek w dal (ur. 1928)
  - Jüri Pihl, estoński polityk, minister spraw wewnętrznych (ur. 1954)
  - Kristoff St. John, amerykański aktor (ur. 1966)
- 2020:
  - William John McNaughton, amerykański duchowny katolicki, biskup Incheon (ur. 1926)
  - Gene Reynolds, amerykański aktor, reżyser i scenarzysta filmowy (ur. 1923)
  - George Steiner, amerykański eseista, nowelista, filozof, tłumacz, krytyk literacki (ur. 1929)
  - Wałentyna Szewczenko, ukraińska polityk, przewodnicząca Prezydium Rady Najwyższej Ukraińskiej SRR (ur. 1935)
- 2021:
  - Benito Boldi, włoski piłkarz (ur. 1934)
  - Kris De Bruyne, belgijski wokalista i gitarzysta rockowy (ur. 1950)
  - Chaja Hararit, izraelska aktorka (ur. 1931)
  - Waldemar Jagodziński, polski szachista (ur. 1934)
  - Tony Trabert, amerykański tenisista (ur. 1930)
- 2022:
  - Lauro António, portugalski reżyser i scenarzysta filmowy (ur. 1942)
  - Dieter Mann, niemiecki aktor (ur. 1941)
  - Maria Nurowska, polska pisarka (ur. 1944)
  - Jarosław Marek Rymkiewicz, polski poeta, eseista, dramaturg, krytyk literacki, filolog (ur. 1935)
  - Christos Sardzetakis, grecki prawnik, sędzia, polityk, prezydent Grecji (ur. 1929)
  - Francisco Raúl Villalobos Padilla, meksykański duchowny katolicki, biskup Saltillo (ur. 1921)
- 2023:
  - Ryszard Chodźko, polski pisarz, krytyk literacki, wykładowca akademicki (ur. 1950)
  - Augustyn Dyrda, polski rzeźbiarz (ur. 1926)
  - Anthony Fernandes, indyjski duchowny katolicki, biskup Bareilly (ur. 1936)
  - Oswald Gomis, lankijski duchowny katolicki, arcybiskup Kolombo (ur. 1932)
  - Leszek Kuźnicki, polski biolog (ur. 1928)
  - Paco Rabanne, hiszpański projektant mody (ur. 1934)
  - Naďa Urbánková, czeska aktorka (ur. 1939)
  - Wojciech Walasik, polski aktor (ur. 1963)
  - Szewach Weiss, izraelski politolog, polityk, przewodniczący Knesetu, dyplomata (ur. 1935)
- 2024:
  - Aston Barrett, jamajski basista, członek zespołów Bob Marley & The Wailers i The Upsetters (ur. 1946)
  - Vittorio Emanuele di Savoia, włoski arystokrata (ur. 1937)
  - Marian Nasiadko, polski agronom, menadżer, działacz państwowy, wiceprezydent Warszawy (ur. 1939)
  - Zbigniew Paszek, polski chemik, ekonomista (ur. 1938)
  - Pavel Ploc, czeski biathlonista (ur. 1943)
  - Helena Rojo, meksykańska aktorka (ur. 1944)
  - Don Shead, brytyjski kierowca wyścigowy (ur. 1936)
  - Michał Zieliński, polski teoretyk muzyki, kompozytor, aranżer (ur. 1965)
- 2025:
  - Marian Marek Drozdowski, polski historyk, biografista, varsaviansta, profesor nauk humanistycznych (ur. 1932)
  - Ireneusz Jóźwiak, polski informatyk, wykładowca akademicki (ur. 1951)
  - Antônio Lima dos Santos, brazylijski piłkarz (ur. 1942)
  - Henning Mortensen, duński prozaik, dramaturg (ur. 1939)
  - Christopher Newman, amerykański inżynier dźwięku (ur. 1940)
  - Paul Plishka, amerykański śpiewak operowy (bas) (ur. 1941)
  - Jürgen Schmude, niemiecki polityk, minister sprawiedliwości, minister edukacji i nauki (ur. 1936)
  - John Shumate, amerykański koszykarz, trener (ur. 1952)
  - Zenon Woźniak, polski archeolog (ur. 1931)